# Снегирёв, Владимир Всеволодович
Влади́мир Все́володович Снегирёв (11 августа 1923, Щелканка, Владимирская губерния — 2001, Москва) — советский дипломат. Чрезвычайный и полномочный посол.

## Биография
Владимир Всеволодович Снегирёв родился 11 августа 1923 года в Щелканке (ныне — в Переславском районе, Ярославская область).
Член ВКП(б). Окончил 3-е Ленинградское артиллерийское училище (1942) и МГИМО МИД СССР (1955). Кандидат исторических наук. Участвовал в Великой Отечественной войне, был командиром взвода, батареи звуковой разведки. Капитан.
- В 1955—1958 годах — сотрудник центрального аппарата МИД СССР.
- В 1958—1961 годах — секретарь посольства СССР во Франции.
- В 1961—1963 годах — советник посольства СССР во Франции.
- В 1963—1964 годах — заместитель заведующего I Европейским отделом МИД СССР.
- С 4 июля 1964 по 15 июня 1968 года — чрезвычайный и полномочный посол СССР в Камеруне[1].
- В 1968—1978 годах — на ответственной работе в центральном аппарате МИД СССР.
- С 5 июня 1978 по 8 октября 1985 года — чрезвычайный и полномочный посол СССР в Нигерии[2].

## Награды
- Орден Отечественной войны I степени (дважды);
- Орден Отечественной войны II степени;
- Орден Красной Звезды;
- Орден Трудового Красного Знамени (дважды);
- Орден Дружбы народов;
- Медаль «За победу над Германией в Великой Отечественной войне 1941—1945 гг.»;
- Медаль «За взятие Кёнигсберга».